# Сельское поселение Успенское (Серебряно-Прудский район)
Сельское поселение Успенское — бывшее (до 2015) муниципальное образование со статусом сельского поселения в упразднённом Серебряно-Прудском районе Московской области России.

## Общие сведения
Образовано в ходе муниципальной реформы, в соответствии с Законом Московской области от 21.01.2005 года № 29/2005-ОЗ «О статусе и границах Серебряно-Прудского муниципального района и вновь образованных в его составе муниципальных образований».
Административный центр — посёлок Успенский.
Глава сельского поселения — Севостьянова Светлана Николаевна. Адрес администрации: 142953, Московская область, Серебряно-Прудский район, п. Успенский, ул. Трудовая, д. 14.
Упразднено 7 ноября 2015 в связи с преобразованием Серебряно-Прудского муниципального района в городской округ.

## География
Располагалось в центральной и восточной частях района. На юго-западе и западе граничило с сельским поселением Мочильским, на северо-западе — с городским поселением Серебряные Пруды, на северо-востоке — с Захаровским, а на юго-востоке с Михайловским районами Рязанской области. Площадь территории сельского поселения — 15 969 га (159,69 км²).

## Население
| 2006  | 2007  | 2008  | 2009  | 2010  | 2011  |
| ----- | ----- | ----- | ----- | ----- | ----- |
| 3661  | ↗3682 | ↗3712 | ↗3733 | ↗3901 | ↗3937 |
| 2012  | 2013  | 2014  | 2015  |       |       |
| →3937 | ↘3908 | ↗3941 | ↗3942 |       |       |

## Состав сельского поселения
В состав сельского поселения входили 11 населённых пунктов упразднённой административно-территориальной единицы — Совхозного сельского округа:
- посёлки: Дмитриевский, Успенский;
- деревни: Верхняя Пурловка, Дмитриевка, Елисеевка, Кораблёвка, Красновские Выселки, Митякино, Нижняя Пурловка, Савинка, Серково.